# 未解決ミステリー
未解決ミステリー（みかいけつミステリー、英: Unsolved Mysteries）は、1987年からアメリカ合衆国で放映されている人気実録犯罪超常現象ドキュメンタリー番組。
低視聴率による地上波での打ち切り後の2020年からのシーズン15以降はNetflixで配信されている。

## 概要
ジョン・コスグローヴとテリーダン・モラープロデュースによって製作され1987年から2023年の現在に至るまで放送されている人気テレビシリーズ。
突如消えた失踪者、消えた殺人鬼などの未解決事件を各回ごとに再現ドラマと関係者のインタビューを交えながら放送する。通常の犯罪ドキュメンタリーと違い超常現象やビッグフットやネッシーにUFOなどのUMA未確認生物や未確認飛行物体、幽霊をテーマにした心霊現象とそれらを巡るコメディなども扱うのがポイント。
タラ・キャリコ失踪事件や女優タミー・リン・レパード失踪事件など有名な未解決事件を大多数扱っているが、エヴリン・ハートリー失踪事件やジョージア・ウェックラー失踪事件など有名な未解決事件でも扱っていない場合もある。

## キャスト
- レイモンド・バー(司会者)
- カール・マルデン
- ロバート・スタック